# Nagari Kubang Putiah
Nagari Kubang Putiah is een bestuurslaag in het regentschap Agam van de provincie West-Sumatra, Indonesië. Nagari Kubang Putiah telt 7690 inwoners (volkstelling 2010).